# Discestra odontites
Discestra odontites är en fjärilsart som beskrevs av Jean Baptiste Boisduval 1829. Discestra odontites ingår i släktet Discestra och familjen nattflyn. Inga underarter finns listade i Catalogue of Life.